# Уотерс, Джефф
Джефф Уотерс (англ. Jeff Waters; род. 13 февраля 1966, Оттава) — канадский гитарист-виртуоз и основатель метал-группы Annihilator. Он родился и проживает в Оттаве, Онтарио. Уотерс владеет Watersound Studios Inc. с 1994 года (где она находилась в Мейпл-Ридж, Британская Колумбия) и с 2003 по 2018 год в Оттаве, Онтарио, а теперь и в Великобритании.

## Биография
Отец Уотерса служил в армии, а мать была учительницей. У его семьи были дома в Оттаве и Кэмп-Борден, Онтарио, а также в Лондоне, Англия. В юном возрасте Джефф брал уроки классической и джазовой гитары.
Уотерс назвал Ван Халена, Рэнди Роадса, Майкла Шенкера, Judas Priest, Iron Maiden и Black Sabbath своими влияниями в ранний период жизни. В интервью 2013 года для https://www.photogroupie.com/ он сказал: «Я начал слушать Элтона Джона, Kiss, Sweet, AC/DC, затем начал увлекаться хард-роком: Black Sabbath и более тяжелыми вещами, Judas Priest, Iron Maiden, Loudness, Van Halen. Потом меня увлекла трэш-музыка, тогда это были Razor, Exciter … Те первые альбомы оказали огромное влияние на метал-группы»
Уотерс основал группу Annihilator в Оттаве, Онтарио, в 1984 году. Он написал и записал песню «Annihilator» (не путать с их одноимённой песней 1994 года) с певцом Большим Джоном Бейтсом (Big John Bates). Эта оригинальная версия Annihilator была выпущена в специальном издании альбома 2005 года Schizo Deluxe.
Уотерс на протяжении многих лет часто менял состав Annihilator. На заре существования группы его целью было собрать стабильный состав. Однако участники уходили по разным причинам. Таким как семейные проблемы, злоупотребление психоактивными веществами и обязательства на основном месте работы. Из-за этих постоянных изменений в составе Уотерс взял на себя роль басиста, инженера, продюсера и сценариста, а также гитариста. Спустя некоторое время Уотерс пришел к мысли работать с другими музыкантами и нанял вокалиста Дэйва Паддена, который проработал в группе 12 лет (2003 — декабрь 2014). Уотерс также возобновил гастрольный состав. Джефф Уотерс исполнил ведущий вокал на шести студийных альбомах группы, а также в песнях «Holding On» из альбома All for You 2004 года, «Too Far Gone» из альбома 2005 года Schizo Deluxe, «Operation Annihilation» из альбома 2007 Metal года и "Demon Code"на альбоме 2013 года «Feast».
После нескольких недель раздумий, где-то в декабре 2014 года, после ухода бывшего товарища по группе Дэйва Паддена, Уотерс вернулся к вокалу группы на их альбоме 2015 года «Suicide Society» . Падден сказал, что ему совсем не нравилось играть в группе последние пять лет, и решение уйти было вызвано не кем-то в группе, а общим недовольством образом жизни коллектива и постоянными гастролями.
Annihilator активно гастролировали по Европе и Азии начиная с 1989 года. Несмотря на то, что они не гастролировали и не получали практически никакого интереса со стороны прессы или лейблов в родной Канаде и США, Annihilator стала одной из самых продаваемых канадских метал-групп всех времен. Тем не менее, большая часть их продаж приходится на Азию и Европу. Большую часть дискографии Annihilator трудно найти в Канаде, в родной стране группы. Приводим цитату Уотерса:
"Я живу в нескольких кварталах от газеты Ottawa Citizen. Однажды, несколько лет назад (2005 г.), я связался с их редактором по электронной почте и представился. Я дал ему ссылки на наш веб-сайт и информацию и спросил, может ли он потратить несколько минут, чтобы поговорить со мной о группе, так как я живу в нескольких минутах ходьбы от его офиса. Он сказал мне отправить ему компакт-диск, чтобы он ознакомился с творчеством группы. Я размахивал флагом канадского металла и канадской музыки более 21 года за границей, а также продал больше копий альбомов, чем любая другая металлическая группа из этой прекрасной страны. Тем не менее, я не мог даже получить обзор или интервью для столичной газеты нашей страны, когда местные артисты, у которых не было контрактов и выпусков компакт-дисков, получали статьи на всю страницу или были на первых полосах. Меньше всего мне было нужно освещение нашей деятельности в Оттаве, но я из принципа подумал, что должен попробовать. Не помогло! Ха! "

## Влияние
Уотерс пользуется большим уважением в металлическом сообществе за его высокие навыки игры на гитаре. Он известен своей универсальностью. В Annihilator можно услышать, как он играет чрезвычайно сложные партии ритм-гитары, соло-гитары, бас-гитары и даже на гитаре в классическом стиле. Он также аранжировал несколько песен Annihilator в акустической версии.
Многие металлисты по всему миру отмечают, что Уотерс оказал влияние на их музыку. Творчество Уотерса оказало влияние на музыкантов таких групп, как 3 Doors Down, Slipknot, Nickelback, Megadeth, Killswitch Engage, Lamb of God, In Flames, Danko Jones, HIM, Children Of Bodom, Йоханнес «Axeman» Лосбек из WOLF Trivium. Эти музыканты либо что-то почерпнули из работ Уотерса, либо просто являются поклонниками его творчества. Сам же Джефф говорит, что на его игру в свою очередь повлияли Малкольм Янг, Джеймс Хэтфилд, Керри Кинг и Джефф Ханнеманн.
Музыкальный журналист Джоэл МакИвер назвал Уотерса третьим лучшим метал-гитаристом в своей книге 2008 года «100 величайших метал-гитаристов». Уотерса часто сравнивают с Дэйвом Гролом из Foo Fighters, так как тот тоже является мультиинструменталистом.
Watersound Studios Inc. была студией Уотерса с 1994 года. В 2003 году Уотерс переехал из Мейпл-Ридж, Британская Колумбия, в Оттаву, Онтарио, где он и сейчас является известным и востребованным звукоинженером и продюсером.

## Оборудование
На ранних этапах своей карьеры Уотерс использовал Hamer Flying V. Примерно в 1994 году он начал экспериментировать с другими гитарами и в течение следующих нескольких лет использовал классические модели, такие как Gibson SG и Gibson Les Paul, чтобы добиться разнообразия гитарного звучания Annihilator в тот период времени. Уотерс также время от времени использовал Fender Stratocaster в студии и Gibson Flying V Gothic для игры вживую. Известно, что Уотерс использовал принадлежащую ему именную гитару ESP Dave Mustaine Flying V, и именно эту гитару он использовал для записи Schizo Deluxe (как упоминалось в разделе видео на annihilatormetal.com). В настоящее время Уотерс играет на гитарах Epiphone Annihilation-V (его собственная модель, доступная в красном или чёрном цвете, с системой тремоло Floyd Rose FRX Tremolo System, кастомными звукоснимателями, прерывателем звука «killswitch» и другими модификациями). До этого Джефф Уотерс использовал Ran Guitars. Во время тура по Европе в ноябре 2009 года Уотерс играл на прототипе Epiphone Annihilation-V Flying V, которой он позже продал. Новая форма Annihilation-V очень похожа на оригинальную Flying-V, но имеет меньший корпус и четыре косметических линии, прорезанных в центре буквы V, а также прорезиненную накладку на нижнем краю буквы V (чтобы гитара не скользила). Гитара выпускается в цветах «Красный аннигилятор» и «черный как смоль» (Pitch black). Ранее музыкант использовал усилитель Hughes and Kettner Coreblade, сейчас он использует усилитель EVH 5150III. У Джеффа также была собственная фирменная педаль овердрайва под названием Jeff Waters Devil Drive от SolidGoldFX, однако она больше не производится.

## Участие в проектах в качестве приглашенного музыканта
| Год  | Музыкант           | Альбом                     | Песня/песни                                         |
| ---- | ------------------ | -------------------------- | --------------------------------------------------- |
| 1989 | Defiance           | Product of Society         | Lead Guitar on «Deadly Intentions»                  |
| 2003 | Merendine Atomiche | Walk Across Fire           | Game Over                                           |
| 2003 | Soulscar           | Python                     | Anti-Faith                                          |
| 2005 | Galloglass         | Heavenseeker               | Lead guitars on «Banished from Eternity»            |
| 2005 | Roadrunner United  | The All-Star Sessions      | The Dagger and Independent (Voice of the Voiceless) |
| 2005 | Reckless Tide      | Repent Or Seal Your Fate   | Self Destruct and Misery                            |
| 2006 | Legen Beltza       | Dimension of Pain          | War of Wars                                         |
| 2006 | Memorain           | Reduced to Ashes           | TV War                                              |
| 2007 | After Forever      | After Forever              | De-Energized                                        |
| 2007 | Reckless Tide      | Helleraser                 | Vicious Circle                                      |
| 2007 | Dew-Scented        | Incinerate                 | Perdition for All                                   |
| 2007 | Dimension Zero     | He Who Shall Not Bleed     | Lead guitar on «Way To Shine»                       |
| 2008 | Destruction        | D.E.V.O.L.U.T.I.O.N.       | Urge (The Greed of Gain)                            |
| 2008 | Dustsucker         | Diabolo Domination         | Lead guitar on «Land of the King»                   |
| 2008 | Heavenwood         | Redemption                 | Bridge to Neverland                                 |
| 2008 | Outcast            | Self-Injected Reality      | Autonomy In Progress                                |
| 2008 | Bob Katsionis      | Noemon                     | Athenian Light                                      |
| 2009 | Evil One           | Evil Never Die             |                                                     |
| 2009 | Winters Dawn       | The Winter Is Dawning      | Raptors                                             |
| 2010 | Evil One           | Militia Of Death           | Lead guitar on «Militia Of Death»                   |
| 2010 | Fozzy              | Chasing the Grail          | Martyr No More and God Pounds His Nails             |
| 2010 | Lord Volture       | Beast of Thunder           | Pure Evil (Hides in the Dark)                       |
| 2010 | Rhemorha           | I                          | Сжигая Дни                                          |
| 2011 | Freedomination     | Power of Nightmares (Demo) | Lead guitars on «Hide Yourself»                     |
| 2012 | Hell: on           | Age Of Oblivion            | My Doll                                             |
| 2011 | Boarders           | R-Existence                | 4th Reich                                           |
| 2016 | Enemy of Reality   | Arakhne                    | Nouthetisis                                         |
| 2016 | Freedomination     | Tales from the Vault (EP)  | Guitar solo on «Hide Your Self»                     |